# Награда „Марко Миљанов”
Награда „Марко Миљанов” је годишња награда Удружења књижевника Црне Горе за најбоље књижевно остварење објављено у претходној години.
Одлуком Председништва Удружења од 24. јула 1985. награда носи име Марка Миљанова. Од 2012. године награда добија међународни карактер. Правилником о додели предвиђено је да право учешћа на конкурсу имају чланови Удружења књижевника Црне Горе и аутори ван граница Црне Горе који пишу на српском језику и ћирилици. Уручење награде се приређује испред Музеја Марка Миљанова у оквиру културне, научне и књижевне манифестације „Дани Марка Миљанова” на Медуну. Награда се састоји од повеље и новчаног износа.

## Добитници
| Година | Добитник              | Књига                                                   | Реф.   |
| ------ | --------------------- | ------------------------------------------------------- | ------ |
| 1986.  | Вукман Оташевић       | Перони                                                  | [ 1 ]  |
| 1987.  | Ранко Јововић         | Гомилање страха                                         | [ 1 ]  |
| 1988.  | Миодраг Раичевић      | Чарапе у трави                                          | [ 1 ]  |
| 1989.  | Будимир Дубак         | Човјек без утјехе                                       | [ 1 ]  |
| 1990.  | Бећир Вуковић         | Кад ујутро гавран освануо                               | [ 1 ]  |
| 1991.  | Милутин Мићовић       | Разорени град                                           | [ 1 ]  |
| 1992.  | Иван Комарица         | Сумњива земља                                           | [ 1 ]  |
| 1993.  | Миодраг Вуковић       | 24                                                      | [ 1 ]  |
| 1994.  | Момир Војводић        | Гробослови                                              | [ 1 ]  |
| 1995.  | Витомир Вито Николић  | Последња пјесма                                         | [ 1 ]  |
| 1996.  | Жарко Ђуровић         | Под расутим небом                                       | [ 1 ]  |
| 1997.  | Миодраг Трипковић     | Песме Феба Хипериона                                    | [ 1 ]  |
| 1998.  | Чедомир Вукићевић     | Голуба црно крило                                       | [ 1 ]  |
| 1999.  | Ратко Делетић         | Вук и човјек                                            | [ 1 ]  |
| 2000.  | Миодраг Ћупић         | Окамењена нимфа                                         | [ 1 ]  |
| 2001.  | Милица Краљ           | Људско месо                                             | [ 1 ]  |
| 2002.  | Веселин Ракчевић      | Поноћ на истоку                                         | [ 1 ]  |
| 2002.  | Момир Миловић         | Сатанин двојник                                         | [ 1 ]  |
| 2003.  | Тодор Живаљевић       | Трепети и заноси Адама М.                               | [ 2 ]  |
| 2004.  | Слободан Чуровић      | Обични животи                                           | [ 2 ]  |
| 2005.  | Живко Ђурковић        | На заводљивом путу                                      | [ 2 ]  |
| 2006.  | Награда није додељена | Награда није додељена                                   | [ 2 ]  |
| 2007.  | Драган Бојовић        | Зрно                                                    | [ 2 ]  |
| 2008.  | Перивоје Поповић      | Његошев сат                                             | [ 2 ]  |
| 2009.  | Андрија Радуловић     | Звоно                                                   | [ 2 ]  |
| 2010.  | Саво Лекић            | Грађа за сјенку                                         | [ 2 ]  |
| 2011.  | Драган Копривица      | Један дан са фамилијом Киш                              | [ 3 ]  |
| 2012.  | Награда није додељена | Награда није додељена                                   | [ 3 ]  |
| 2013.  | Ђорђо Сладоје         | Златне олупине                                          | [ 3 ]  |
| 2013.  | Милица Бакрач         | Жена                                                    | [ 3 ]  |
| 2014.  | Новица Ђурић          | Роман ти причам                                         | [ 3 ]  |
| 2015.  | Драган Лакићевић      | Снежна икона                                            | [ 3 ]  |
| 2016.  | Рајко Петров Ного     | Преко пепела                                            | [ 4 ]  |
| 2017.  | Матија Бећковић       | Праху оца поезије                                       | [ 5 ]  |
| 2018.  | Амфилохије Радовић    | Свети Петар II Цетињски пустињак и Ловћенски тајновидац | [ 6 ]  |
| 2019.  | Коста Радовић         | Кућа код Христа                                         | [ 7 ]  |
| 2020.  | Миро Вуксановић       | Даноноћник 2                                            | [ 8 ]  |
| 2021.  | Вишња Косовић         | Тражим име                                              | [ 9 ]  |
| 2021.  | Зоран Костић          | Издаја језика                                           | [ 9 ]  |
| 2022.  | Александар Ћуковић    | Херостратов асистент                                    | [ 10 ] |
| 2022.  | Миленко Ратковић      | Чамац за жабе                                           | [ 10 ] |
| 2023.  | Селимир Радуловић     | У царству ветрова арамејских                            | [ 11 ] |
| 2023.  | Благоје Баковић       | Није то моја вода                                       | [ 11 ] |